# Missing Heart
Missing Heart je njemački eurodance projekt koji su osnovali producenti David Brandes i Felix Gauder.

## Povijest
Glazbena skupina Missing Heart osnovana je 1994. godine, objavom prvog singla "Wild Angels", koji je otpjevala Lyane Leigh. Smatran sporednim projektom skupine E-Rotic, Missing Heart imao je iste producente i pjevače. Za razliku od E-Rotica, čije pjesme su uglavnom o snošaju, Missing Heart se temelji na romantici. 
Godine 1995. izlazi drugi singl "Charlene". 1997. izašao je album "Moonlight Shadow", obrada Mikea Oldfielda. Ovu pjesmu nije otpjevala Leigh, nego Elke Schlimbach.
Godine 2000. singl "Charlene" ponovno je snimila nova pjevačica Lydia Pockaj. Nekoliko mjeseci kasnije pojavila se nova verzija “Moonlight Shadow” koju je također otpjevala Pockaj. Iste godine izlazi i studijski album "Mystery", ali samo u istočnoj Europi i Japanu.
Singl "Tears in May" tada je preuzet s albuma "Mystery"; međutim, singl je objavljen samo u Europi. 
Ovo je bio najuspješniji singl grupe Missing Heart od osnivanja 1994. godine. Singl je dobio veliku pozornost u Njemačkoj zahvaljujući brojnim TV promocijama, uključujući televizijske kuće VIVA i RTL II. Za ovaj singl snimljen je i spot. U glazbenom spotu pojavljuje se Manu Moré, glavna glumica. No, pjevačica je Lydia Pockaj, ali ona nije predstavljena u spotu.
Godine 2001. pod etiketom "Apanachee" objavljeni su singlovi "Prison of Passion" i "In Aeternum". Ova dva singla također su izdanja s albuma "Mystery". "Prison of Passion" je uspio napraviti dobre, ali relativno male uspjehe u Europi. "In Aeternum" je bio veliki hit u Rusiji i Japanu, a u Rusiji je čak bio na vrhu ruskih ljestvica.
Godine 2020. Brandes je digitalizirao album "Mystery", te singlove "Wild Angels", "Moonlight Shadow" i "Tears in May" za streaming i YouTube.

## Diskografija

### Studijski album
- 2000 „Mystery“

### Singlovi
- 1994 „Wild Angels“
- 1995 „Charlene“
- 1997 „Moonlight Shadow“
- 2000 „Tears In May“
- 2001 „Prisson Of Passion“
- 2001 „In Aeternum“

## Vanjske poveznice
- Missing Heart on Youtube.com
- Missing Heart on Last.fm
- Missing Heart on Eurokdj
- Missing Heart on Bandcamp.com
- Missing Heart on RateYourMusic.com
- Missing Heart on SoundCloud.com
- Missing Heart on Spotify.com